# Хайтинский фарфоровый завод
Хайтинский фарфоровый завод — ныне не существующее предприятие в Иркутской области по изготовлению фарфоровой продукции.

## История
Завод основан в 1869 купцами из местных крестьян Даниилом и Филиппом Переваловыми при впадении речки Хайтинки в реку Белую на базе расположенных близ залежей белых каолинов. Название получил по названию реки. Отличительной особенностью технологического процесса этого предприятия являлось использование трашковской глины (составлявшей около 30% от массы сырья).
В 1920 — национализирована и частично реконструирована, получила название 1-я Государственная Хайтинская фарфоровая фабрика «Сибфарфор». Символом завода стал горностай (изображение которого наносили на выпускаемую продукцию).
В конце 1970х годов завод был реконструирован. В результате, производственные мощности были увеличены до 35 млн. изделий в год, полностью обновился ассортимент товаров. Основной продукцией оставалась посуда (тарелки, чашки и др.), также выпускались сувениры.
Завод начал испытывать трудности в 1992 году, предприятие практически не функционировало и полностью остановилось в 1998 году. В 2000 году было образовано ОАО «Хайтинский фарфор», которое было убыточным и производство снова остановилось в 2001 году.
В 2010 году в Иркутске в составе Иркутского областного художественного музея открыт Музей сибирского фарфора, в котором представлены 5000 работ мастеров Хайтинского фарфорового завода.